# Goran Obradović (fotbalista, 1986)
Goran Obradović (srbsky Горан Обрадовић; 25. prosince 1986, Bělehrad – 31. srpna 2021, Bělehrad) byl srbský profesionální fotbalista, který nastupoval na postu obránce.

## Kariéra
Dne 3. listopadu 2020 podepsal smlouvu s klubem Township Rollers v rámci Botswana Premier League.

## Smrt
Dne 31. srpna 2021 spáchal sebevraždu.